# Orgyia approximata
Orgyia approximata är en fjärilsart som beskrevs av Barend J. Lempke 1959. Orgyia approximata ingår i släktet fjädertofsspinnare, och familjen tofsspinnare. Inga underarter finns listade i Catalogue of Life.